# Csehi
Csehi è un comune dell'Ungheria di 301 abitanti (dati 2001). È situato nella contea di Vas.